# گیره (درودگری)

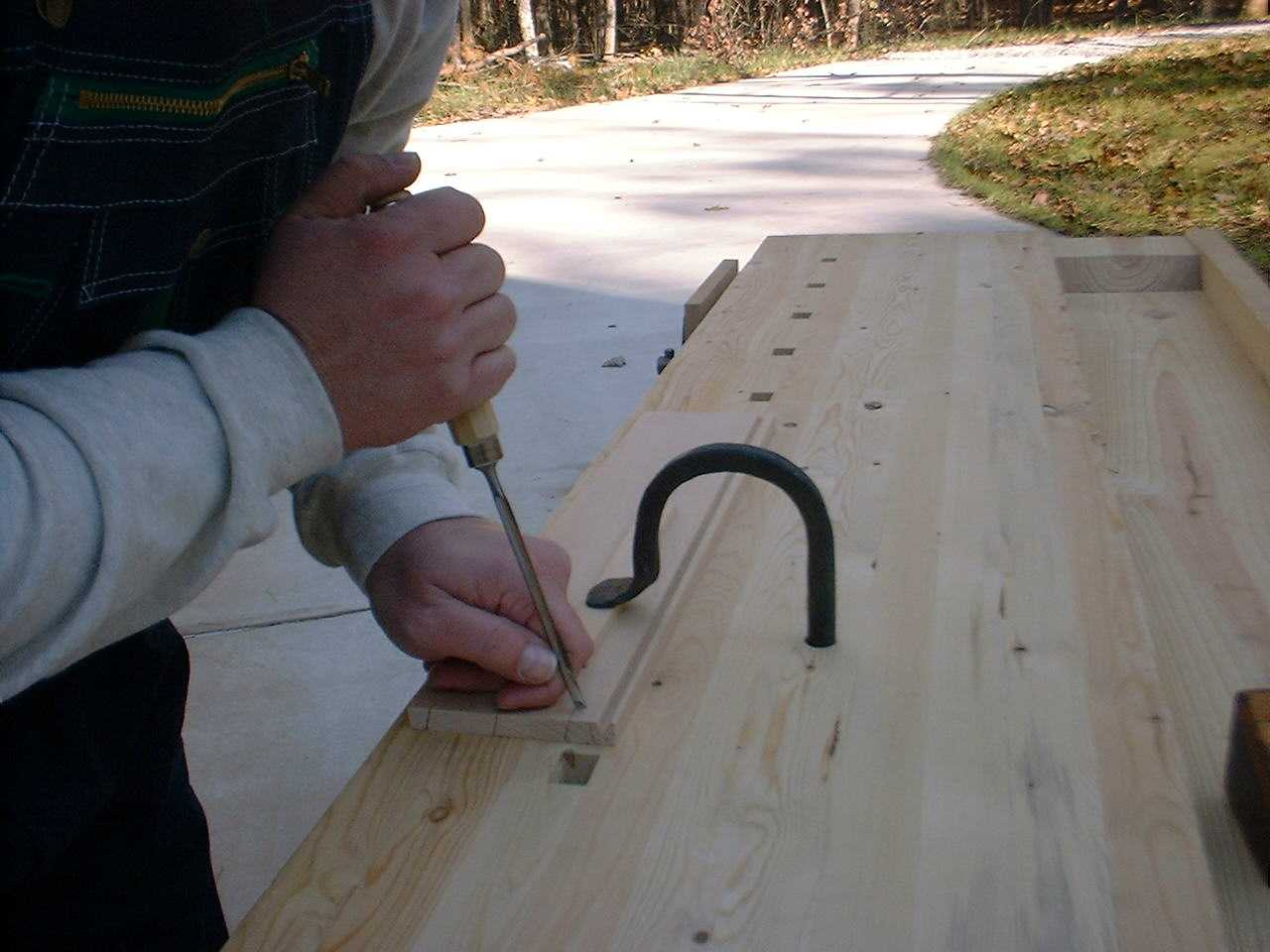
یک تخته برای ایجاد اتصال‌های دم‌چلچله‌ای با گیره به میز کار ثابت شده.

گیره در درودگری به وسیله‌ای گفته می‌شود که از آن برای ثابت نگاه داشتن قطعات درودگری به یک میز کار استفاده می‌شود. این باعث آسان‌تر شدن کار بر روی قطعات درودگری (معمولاً چوبی) می‌شود.
گیره‌ها معمولاً فلزی هستند و به شکل قلاب ساخته می‌شوند.